# ايمانويل روميرو
ايمانويل روميرو (بالإسبانية: Emanuel Romero)‏ هو لاعب كرة قدم أرجنتيني في مركز الوسط، ولد في 23 مارس 1992 في بوينس آيرس في الأرجنتين. لعب مع Unión de Sunchales ‏.

## وصلات خارجية
- ايمانويل روميرو على موقع قاعدة بيانات كرة القدم.إي يو (الإنجليزية)
- ايمانويل روميرو على موقع Soccerway.com (الإنجليزية)